# Peal de Becerro (ort)
Peal de Becerro är en ort i Spanien.   Den ligger i provinsen Provincia de Jaén och regionen Andalusien, i den södra delen av landet, 280 km söder om huvudstaden Madrid. Peal de Becerro ligger 549 meter över havet och antalet invånare är 5 484.
Terrängen runt Peal de Becerro är kuperad åt sydost, men åt nordväst är den platt. Runt Peal de Becerro är det glesbefolkat, med 17 invånare per kvadratkilometer. Närmaste större samhälle är Cazorla, 10,3 km öster om Peal de Becerro. Trakten runt Peal de Becerro består till största delen av jordbruksmark.